# 自己複製
自己複製（じこふくせい、英: Self-replication）とは、何らかの事物がそれ自身の複製を作る過程である。細胞は適当な条件が整うと、細胞分裂による複製を行う。細胞分裂において、DNAが複製され、生殖に際してはそれが子に転送される。ウイルスも複製されるが、細胞に感染して細胞の持つ生殖機構に指令を出すことでのみ複製可能である。コンピュータウイルスは、コンピュータに備わっているハードウェアやソフトウェアを使って複製を作る。ミームは人間の精神や文化を一種の生殖機構として利用して複製を作る。なお、自己複製子（じこふくせいし、英:self-replicator）とは遺伝子やミームなど、自らの複製を作る能力を持つ分子もしくは一連の情報を指す。進化論等の説明に使われる言葉である。

## 概要

### 理論
ジョン・フォン・ノイマンによる初期の研究で、典型的な複製子（replicator）が以下のようないくつかの部分から構成されていることが明らかになった。
- ゲノム - 複製子に格納されたアルゴリズムを記述したもので、コンパクトかつ誤り訂正可能。生物の場合はDNAがこれにあたる。
- 本体を構成する資源を使って、ゲノムをコピーしたり修復したりする特殊な機構群。生物では転写酵素のようなものに相当。
- 本体 - 資源とエネルギーを持ち、格納されているアルゴリズムを解釈実行する。生物ではリボソームにあたる。

このようなパターンではない構成も考えられる。例えば、ある環境下で自分自身をコピーするRNAの構築に成功した例がある。この場合、本体とゲノムは同一であり、複製機構は外部にある。
しかし、考えられる最も単純なケースはゲノムだけが存在する場合である。自己複製に関する仕様がない場合、ゲノムのみの系は結晶のようなものと考えられる。

### 分類
最近の研究では、複製子の分類が試みられており、それらが必要とする外部からの支援の量で分類することが多い。
- 自然界の複製子はその全て（あるいはほとんど）が人間由来でない設計である。このような系には自然界の生命形態が含まれる。
- 独立栄養生物的複製子は、独力で自己複製できる。複製のための材料は自分で作り出す。非生物の独立栄養生物的複製子を人間が設計するとすれば、人間にとって有用な製品を生産するのに利用することが予想される。
- 金属材や導線などを材料として工業生産のように自己複製を行う自己複製システムも考えられる。
- 部品として完成しているものを使って、自分自身のコピーを組み立てる自己組み立てシステムも考えられる。大きなスケールでは、単純な例はいくつかある。

機械的複製子の設計範囲は非常に広い。包括的研究がロバート・フレイタスとラルフ・マークルによって行われ、137の設計観点が1ダースのカテゴリに分類された。そのカテゴリとは、(1)複製制御、(2)複製情報、(3)複製基盤、(4)複製子の構造、(5)受動的部品、(6)能動的サブユニット、(7)複製子のエネルギー、(8)複製子の運動、(9)複製プロセス、(10)複製子の性能、(11)製造構造、(12)発展性/進化性、である。

### 自己複製型コンピュータプログラム
計算機科学における自己複製型プログラムとは、実行すると自分自身のコードを出力するプログラムである。これをクワインと呼ぶ。以下にPythonでの例を示す。
a='a=%s;print a%%`a`';print a%`a`
もっと瑣末な手法としては、入力されたデータ列をコピーするプログラムが考えられ、そのプログラムにプログラム自身をデータとして入力する。この場合、プログラムは実行コードとして扱われると同時に操作対象のデータとしても扱われる。生命体も含め、このような手法は自己複製システムでは典型的であり、プログラム自体に自身の記述を含める必要がないという点で単純である。
多くのプログラミング言語において、空のプログラムも正しいプログラムであり、そのようなプログラムはエラーも起こさないし、何も出力しない。つまり、その場合の出力はソースコードと同じであるため、このような空のプログラムが最も単純な自己複製であるとも言える。

### 自己複製型充填
幾何学での自己複製型充填とは、合同な形のタイルを複数個敷き詰め、元のタイルと相似な大きな形を形成することを指す。これは平面充填と呼ばれる研究分野の話題である。三角形や四角形は自己複製型充填が容易である。"sphinx" というヘキサモンドは、自己複製型充填が可能な五角形として知られている。例えば、この凹面のある五角形を4つ組み合わせることで2倍の大きさの相似な図形を形成できる。ソロモン・ゴロムは、このような自己複製型充填を指して Rep-tiles と呼んだ。

### 応用
自己複製可能な物理的な機械 clanking replicator は、工学における最終目標の一つである。その通常の理由のひとつとして、製品としての機能を保持しつつ、単価を下げるためという理由が挙げられる。よく言われるように、自己複製可能な製品の単価は材料の重量相当の価格とほぼ等しくなる。なぜなら、自己複製によって、労働も資本も従来型の流通も不要になるためである。
人工の複製子の登場は意外に近いかもしれない。アメリカ航空宇宙局 (NASA) の最近の研究として clanking replicator の複雑さはインテルのPentium 4と同程度であることが示された。つまり、そのテクノロジは比較的小さなグループで、それなりの時間でそれなりのコストをかければ、達成可能とされている。
バイオテクノロジーは現在最も関心が高く、出資も盛んに行われている分野だが、既存の細胞の自己複製能力を利用する試みが有意義な洞察と進歩をもたらすかもしれない。
自己複製と類似した問題がコンパイラ開発にも存在し、ブートストラップ問題と呼ばれている。コンパイラ（表現型）を自身のソースコード（遺伝子型）に適用することで、コンパイラ自身を生成する。コンパイラ開発では、修正したソースコード（突然変異）を使って次世代のコンパイラが作成される。このプロセスが自然界の自己複製と異なるのは、複製を監督するのが複製対象自身ではなく技術者という点である。

## 機械的自己複製

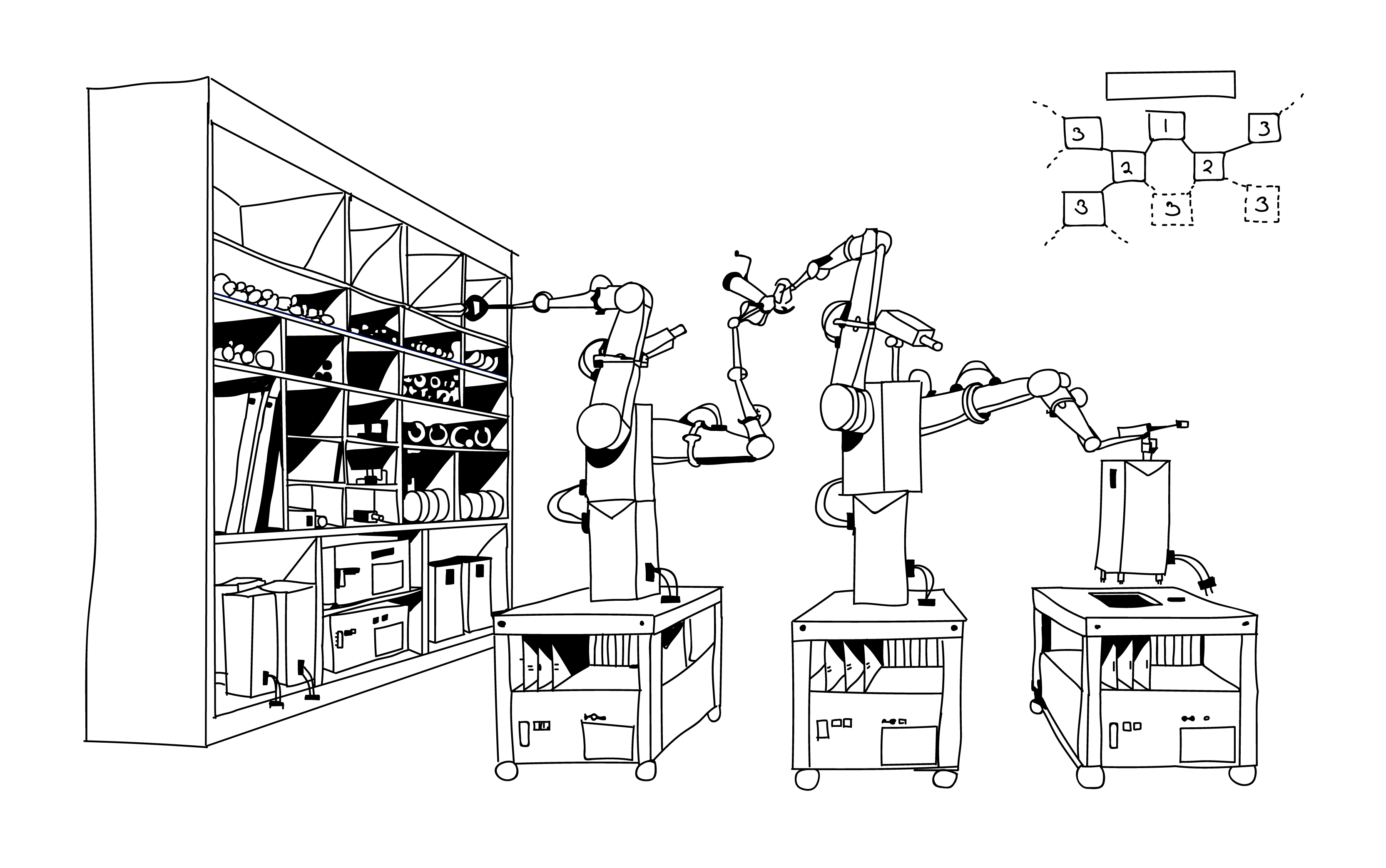
単純な自己複製機械の概念図

ロボット工学における究極的目標の一つに、機械の自己複製がある。自己複製機械を「フォン・ノイマン・マシン」と呼ぶが、コンピュータのアーキテクチャ（ノイマン型）も同じように呼ぶため、やや曖昧な用語である。自己複製型ロボットは次のような能力を持つ必要がある。
- 材料を調達する能力
- 部品を製造する能力
- 安定な動力源
- 新たに組み立てたロボットをプログラムする能力

このような能力を全て備えた自己複製ロボットはまだ存在しないが、制御された条件下で限定的な自己組み立てを行うシステムはデモンストレーションされたことがある。
ナノスケールでは、K・エリック・ドレクスラーのアセンブラによって自前の動力源を使った自己複製が可能になるかもしれない。ただし、そのような技術は「グレイ・グー」と呼ばれる一種のハルマゲドンを引き起こす可能性もあり、『プレイ -獲物-』などの小説で描かれている。Foresight Institute は機械的自己複製の研究者向けのガイドラインを発表した。このガイドラインでは、機械的複製子が制御下から外に出てしまうのを防ぐいくつかの技法が推奨されている。

## 自己複製に関わる学問分野
自己複製に関する研究は、以下のような分野で行われている。
- 生物学 - 自然界の自己複製と複製子に関する研究。
- ミーム学 - 文化における概念の伝播に関する研究。ミームはウイルスとの類似性がよく指摘されている。
- ナノテクノロジー - より正確には分子ナノテクノロジー。ナノスケールの機械を研究している。ナノスケールの機械は、自己複製機能がないと製造に多大なコストがかかる。
- 宇宙資源開発 - NASAは、宇宙資源の採掘などに使う自己複製機構の研究に資金提供している。その多くはコンピュータ制御の自己複製可能な機械である。
- コンピュータセキュリティ - セキュリティ問題の多くは自己複製型のプログラム（ワームやコンピュータウイルス）が侵入することで起こる。
- 並列コンピューティング - 大規模なコンピュータ・クラスターや分散処理システムで、全ノードに新たなプログラムをロードするには時間がかかる。モバイルエージェントは自動的に新たなプログラムをロードすることでシステムアドミニストレータの労力を軽減し、結果がより早く得られるという利点がある。

## 産業における自己複製

### 宇宙探査と宇宙開発
宇宙開発における自己複製は、打ち上げられる質量に比較して大量の原料を宇宙空間で入手することを目標としている。例えば、太陽電池を備えた独立栄養生物的な自己複製機械で月や小惑星を覆い、そこで得られたエネルギーをマイクロ波で地球に送る。自己複製可能なので、地球上で大量に製造する必要は無く、少数の機械を打ち上げて配置すれば大量生産可能な工場が宇宙に出現する。別の自己複製機械として、宇宙探査を行う自己複製する宇宙船がある。
一般にこれらのシステムは独立栄養生物的であり、考えられる人工複製子としては最も複雑である。また、遠隔地で自己複製するため、人間が指示することもできない（自律的に動作する必要がある）という点も実現を困難にしている。
宇宙での複製子の理論的研究として、1980年にNASAが行った研究報告（ロバート・フレイタス編）がある。
この研究は、主に月のレゴリスを原料としたとき、自己複製で必要とされる元素とレゴリスの組成がどう異なるかが中心であった。不足すると思われる元素は塩素であり、アルミニウムを精製するのに必要である。塩素は月のレゴリスにはほとんど含まれず、自己複製のペースを上げるには、ある程度の塩素も打ち上げる必要があるとされた。
このときの機械としての形態は、線路上を走るコンピュータ制御の電動カートのようなロボットである。各カートには単純な腕とブルドーザーのようなショベルが付属している。電源は上部の太陽電池から得る。機械はその下にある。部品の製造には鋳造技術を使う。形成の容易な石膏で鋳型を作る。流し込む材料は電気オーブンで原料を溶かして作る。
コンピュータや電子機器を製造するさらに複雑なチップ工場も検討されたが、設計者らはそれらを地球から一種の「ビタミン」として宇宙船で運搬する方が現実的であるとも指摘している。

### 分子ナノテクノロジー
ナノテクノロジーの究極の目的は、ナノメートルレベルの自己複製機械（アセンブラ）を開発することである。
そのようなシステムでは、原料やエネルギーが外部から供給されるため、独立栄養生物的な自己複製機械よりも単純である。そのような分子レベルの工場が実現可能かどうかという議論があるが、不可能とする論者は独立栄養生物的な自己複製機械を想定していて、可能とする論者はそうでない単純な自己複製機械を想定していることが多い。レゴを使った自律型ロボットで、4種類の部品を外部から供給することで自己組み立てが可能であることが2003年の実験で示されている。
自然界にある細胞の複製能力はタンパク質合成に限定されるため、それを利用するだけでは不十分である。求められているのは、もっと広範囲な材質の合成が可能な複製子の全く新しい設計である。
仮説的な自己複製システムの化学的基盤については、代わりの生化学を参照されたい。